# Пір Ахмедага Баба
Пір Ахмедага Баба (азерб. Əhmədağa Baba Piri; Pire Zenbil baba) — святе для мусульман місце, розташоване в селі Єргюдж Хачмазького району Азербайджану .

## Історія
Пір Ахмедага Баба розташований в селі Єргюдж Хачмазького району Азербайджану, за 50 метрів від дороги Баку — Губа (або Губа — Хачмаз).

## Опис храму

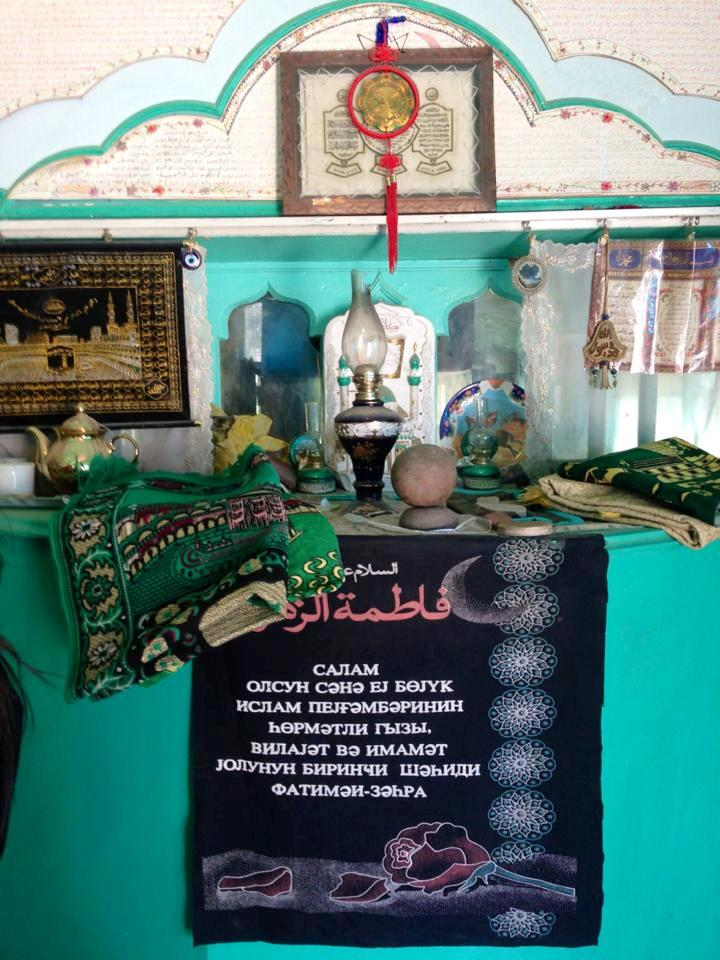
Куточок, присвячений Фатімі Захрі

Комплекс складається з невеликого конусоподібного кам'яного храму з куполоподібним дахом, покритим жерстяною цільною черепицею. Вершину купола увінчує вежа, яка також виконана у формі бляшаного конуса з маленьким куполом. По обидва боки від вхідних дверей до храму, розташовані прямокутні вікна горизонтальної форми. Ще одне прямокутне вікно, але вже вертикальної форми, знаходиться з правого боку від основних дверей. Під ним встановлено ящик для пожертвувань.
Внутрішнє скромне оздоблення основного приміщення храму, яке відкрито для паломників і звичайних відвідувачів і туристів, складається головним чином зі стелажів і полиць з релігійною і пізнавальною літературою азербайджанською та російською мовами. Зокрема в храмі знаходиться священний Коран XIX століття російською мовою.
Один з куточків храму повністю присвячений Фатімі-Зохрі — молодшій доньці пророка Магомета, проповідника монотеїзму і засновника ісламської релігії, від його першої дружини Хадіджи. Фатіма-Зохра єдина з усіх дітей пророка Мухаммеда дожила до його смерті. Вона шанується мусульманами як зразок богобоязливості і терпіння, а також найкращих моральних якостей.
Через основне приміщення храму, є вхід до кімнату настоятеля, який допомагає паломникам у проведенні тих чи інших релігійних обрядів.
У великому внутрішньому дворі храму, який розташований в лісі, і оточений кам'яною стіною з арковими візерунками, встановлені численні дерев'яні столи з лавками, призначені для паломників, які здійснюють тут же жертвопринесення, як подяку за виконані бажання. При цьому частина жертовної тварини обов'язково повинна бути роздана незаможним. Поруч з храмом протікає канал з чистою водою, в якому прочани роблять ритуал омивання.

## Фотогалерея

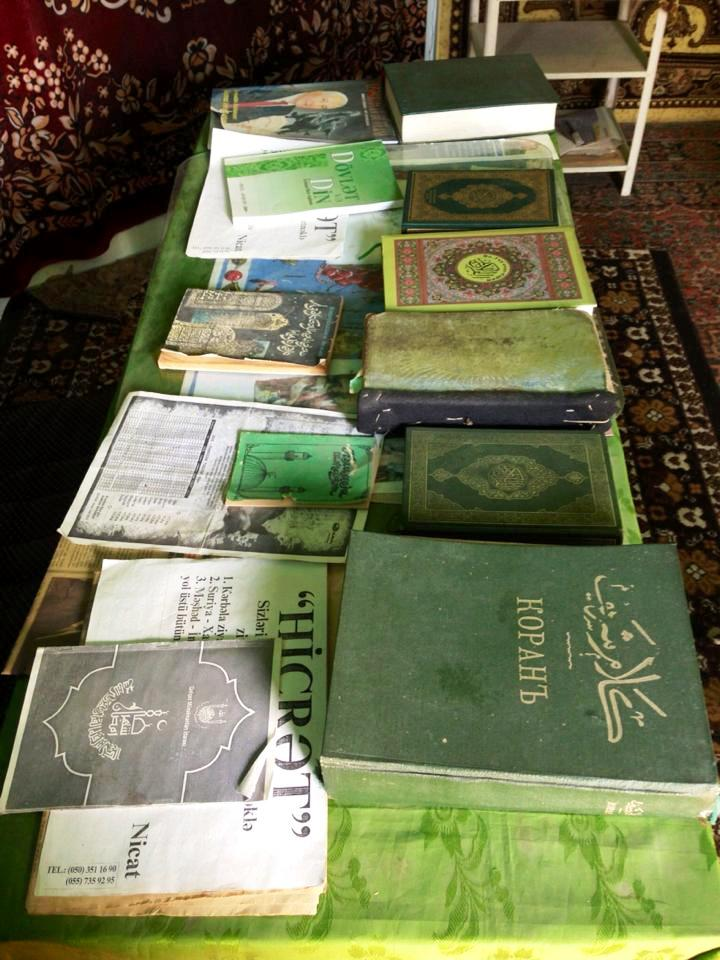
Релігійні книги в ПіріРелігійні книги в Пірі
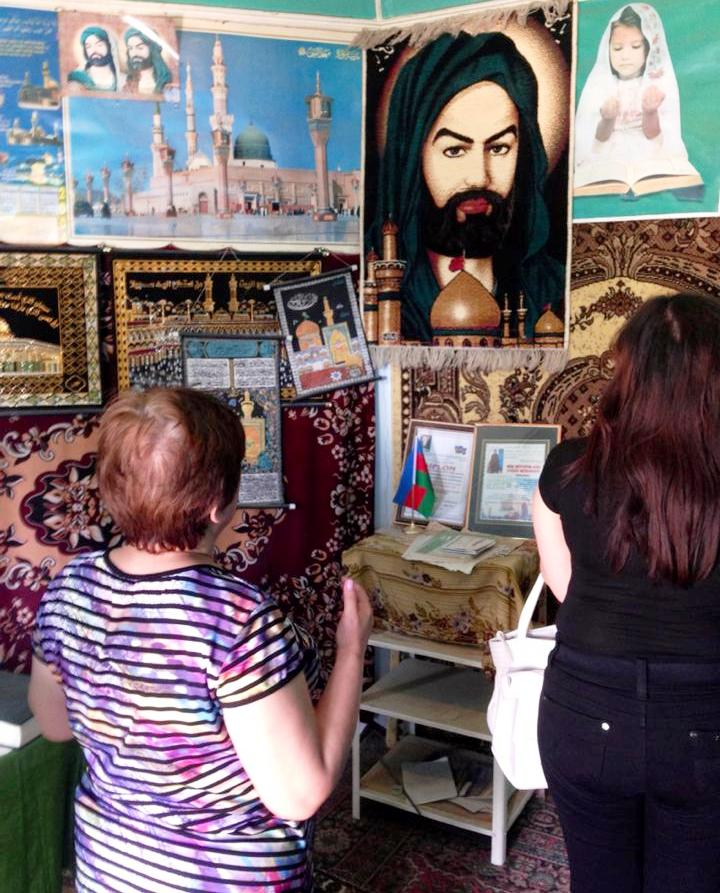
Відвідувачі ПіруВідвідувачі Піру